# Flakpanzer 38(t)
Наименования Flakpanzer 38(t) в действительности не существовало. Официальное название — Panzerkampfwagen 38 für 2 cm Flak 38 — германская зенитная самоходная установка (ЗСУ) периода Второй мировой войны, на шасси танка Pz Kpfw 38(t). По ведомственной системе обозначения бронетехники имела индекс Sd.Kfz.140. Создана фирмой B.M.M. После испытания прототипа последовал заказ на 150 машин. Всего с ноября 1943 по февраль 1944 года была выпущена 141 ЗСУ этого типа. В 1944—1945 годах они активно использовались в Италии и на Западном фронте, показав хорошие результаты в борьбе с низколетящими самолётами.

## История создания и производства
Уже в 1942 году стала ясна бесперспективность применения чехословацких танков 38(t) на Восточном фронте. Это объяснялось прежде всего недостаточным бронированием, значительно усилить которое не позволяла возраставшая тогда нагрузка на ходовую часть. Однако танк отличался высокой механической надёжностью, к тому же производство его было налажено. Поэтому на базе чехословацких LT vz.38 было развёрнуто производство самоходных установок.
Производство на ВММ (№№ в диапазоне 2711 — 3269)
1943
ноябрь - 50
декабрь - 37
1944
январь - 41
февраль - 13

## Описание конструкции
Flakpanzer 38 использовал перекомпонованное шасси лёгкого танка Pz 38(t), применявшееся также для создания ряда других САУ. Flakpanzer 38 имел компоновку с расположением трансмиссионного отделения в лобовой части корпуса, отделения управления за ним, моторного отделения в средней части корпуса и боевого — в кормовой. Экипаж ЗСУ состоял из четырёх человек — механика-водителя, размещавшегося в отделении управления; командира, выполнявшего также функции наводчика пушки, заряжающего и радиста, размещавшихся в боевом отделении.

### Броневой корпус и рубка
Неподвижная рубка сложной формы размещалась в кормовой части корпуса, её стенки собирались из 10-мм броневых листов. Лобовая часть рубки имела наклон в 20°, а борта и корма — 25° в верхней части и обратный в 17° для бортов и 25° для кормы — в нижней. Верхние части стенок рубки выполнялась откидными, чтобы обеспечивать свободный обстрел пушки.

### Вооружение
Единственным вооружением Flakpanzer 38 являлась 20-мм автоматическая зенитная пушка Flak 38. Орудие размещалось на полу боевого отделения на тумбовой установке, позволявшей её круговое вращение и вертикальную наводку в пределах −10…+90°. Для наводки пушки использовался телескопический прицел Schwebekreis-Visier Erdzielfernrohr 3x8, обеспечивавший увеличение 3× и поле зрения в 8°.
Боекомплект пушки составлял 1040 унитарных выстрелов в обоймах по 20 штук: 36 с зенитными 2 cm Br.Spgr и 16 бронебойных 2 cm Pzgr.

### Средства наблюдения и связи
Механик-водитель для наблюдения за местностью имел смотровой люк в лобовом листе своей рубки, закрывавшийся откидной броневой крышкой со смотровой щелью. С внутренней стороны люк мог прикрываться защитным стеклоблоком 50-мм толщины из пакета триплексных стёкол. Остальные члены экипажа специальных смотровых приборов не имели. Для внешней связи на САУ устанавливалась телефонная радиостанция Fu 5.

### Ходовая часть
Ходовая часть Flakpanzer 38 не претерпела изменений по сравнению с базовым танком и состояла из четырёх одиночных обрезиненных опорных катков диаметром 775 мм, направляющего колеса диаметром 535 мм и литого сдвоенного ведущего колеса. Опорные катки были сблокированы в тележки по два в балансирных тележках, подвешенных на полуэллиптических рессорах.
Гусеница Flakpanzer 38 — стальная, мелкозвенчатая, двухгребневая, цевочного зацепления. Каждая гусеница состояла из 94 траков шириной 293 мм и с шагом 104 мм.

## Организационно-штатная структура
Согласно штата KStN 1195 от 1 февраля 1944 года, эти машины должны были входить в бронированный зенитный взвод (Pz Fla-Zug) по 12 установок в каждом. Такие взводы получили 11 танковых и моторизованных дивизий. 10-я танковая дивизия СС должна была получить последние 8 машин, но их перехватила 17-я танковая СС.

## Галерея

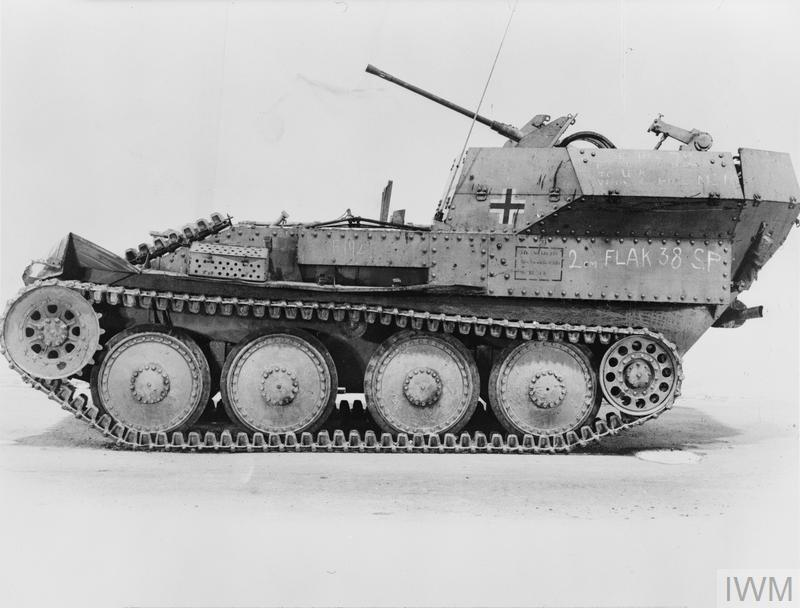
Вид с левого борта
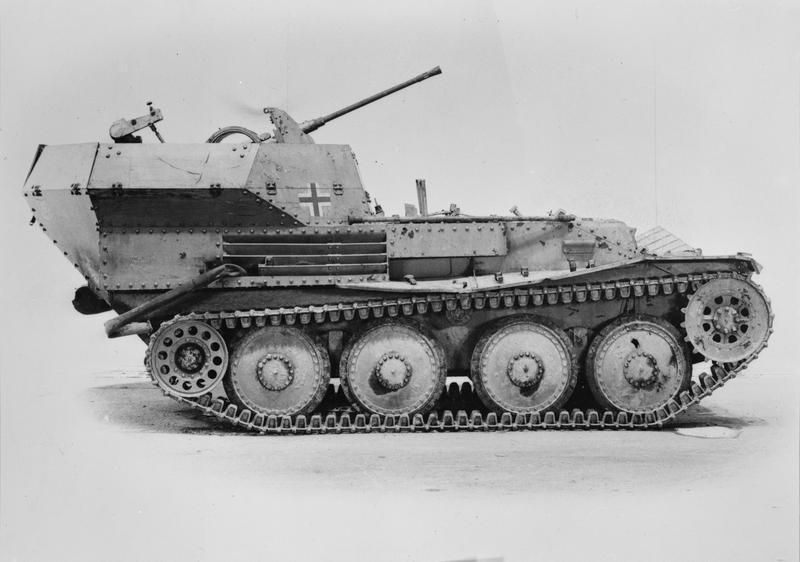
Вид с правого борта
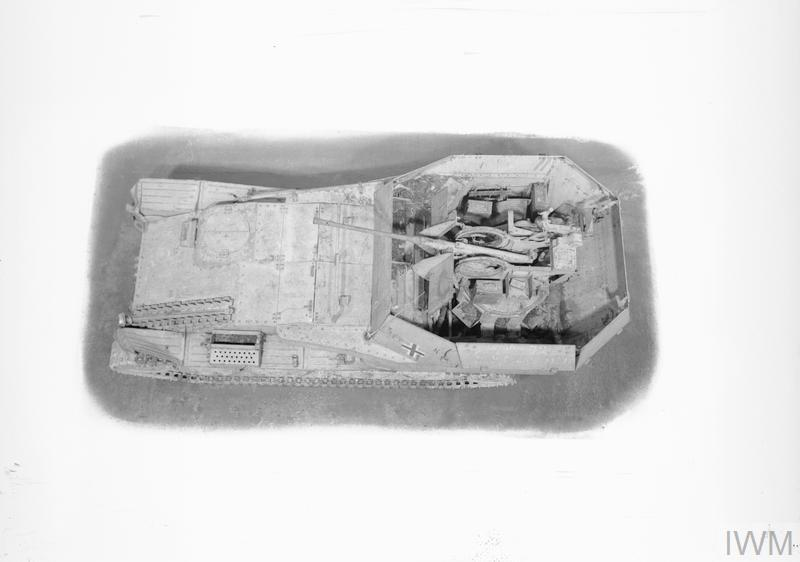
Вид сверху